# Theronopus alargus
Theronopus alargus är en insektsart som beskrevs av Webb 1983. Theronopus alargus ingår i släktet Theronopus och familjen dvärgstritar. Inga underarter finns listade i Catalogue of Life.